# Alaa Abdelnaby
Alaa Abdelnaby (né le 24 juin 1968 au Caire) est un ancien joueur américano-égyptien de basket-ball.

## Carrière
Alaa Abdelnaby naît au Caire, mais grandit à Nutley et Bloomfield dans le New Jersey. Il évolue dans l'équipe des Blue Devils de l'université Duke de 1986 à 1990. À sa sortie, il est sélectionné par les Trail Blazers de Portland au 25e rang de la draft 1990, passant cinq années dans la ligue, jouant également pour les Bucks de Milwaukee, les Celtics de Boston, les 76ers de Philadelphie et les Sacramento Kings. Abdelnaby rejoint ensuite l'Europe, évoluant notamment à Papagou en Grèce, à Antibes et termine sa carrière au Idaho Stampede, en CBA.